# 東坂元
東坂元（ひがしさかもと）は、鹿児島県鹿児島市の町丁。郵便番号は892-0861。人口は4,964人、世帯数は2,203世帯（2020年10月1日現在）。東坂元一丁目から東坂元四丁目までがあり、東坂元一丁目から東坂元四丁目までの全域で住居表示を実施している。

## 地理
鹿児島市の中部、稲荷川中流域に位置している。町域の北方に吉野町、大明丘、南方に皷川町、池之上町、稲荷町、西方に坂元町、若葉町、東方に吉野町がそれぞれ接している。大部分は台地上に開発された新興住宅地である。
町域の東部には鹿児島県立鹿児島東高等学校が所在しており、2012年（平成24年）からは敷地内に鹿児島県立鹿児島高等特別支援学校が設置されている。

## 歴史
1984年（昭和59年）1月30日に辻ヶ丘団地・催馬楽団地の区域において住居表示が実施されることとなった。それに伴い、町の区域の再編が実施され、坂元町の一部より「東坂元一丁目」及び「東坂元二丁目」が設置された。
1992年（平成4年）8月10日には坂元町国料地区にて住居表示が実施され、坂元町の一部より「東坂元三丁目」、「東坂元四丁目」が設置された。1994年（平成6年）3月16日には、上之原辻ヶ丘催馬楽団地地区において住居表示が実施されることとなったのに伴い東坂元二丁目の一部を坂元町に編入した。

### 町域の変遷
| 実施後               | 実施年             | 実施前               |
| -------------------- | ------------------ | -------------------- |
| 東坂元一丁目（新設） | 1984年（昭和59年） | 坂元町（一部）       |
| 東坂元二丁目（新設） | 1984年（昭和59年） | 坂元町（一部）       |
| 東坂元三丁目（新設） | 1992年（平成4年）  | 坂元町（一部）       |
| 東坂元四丁目（新設） | 1992年（平成4年）  | 坂元町（一部）       |
| 坂元町（編入）       | 1994年（平成6年）  | 東坂元二丁目（一部） |

## 人口

### 丁目別
|              | 世帯数 | 人口  |
| ------------ | ------ | ----- |
| 東坂元一丁目 | 311    | 658   |
| 東坂元二丁目 | 940    | 1,876 |
| 東坂元三丁目 | 340    | 826   |
| 東坂元四丁目 | 883    | 1,945 |
| 計           | 2,474  | 5,305 |

### 国勢調査
以下の表は国勢調査による小地域集計が開始された1995年以降の人口の推移である。
| 年                 | 人口  |
| ------------------ | ----- |
| 1995年（平成7年）  | 5,545 |
| 2000年（平成12年） | 5,453 |
| 2005年（平成17年） | 5,560 |
| 2010年（平成22年） | 5,662 |
| 2015年（平成27年） | 5,494 |
| 2020年（令和2年）  | 4,964 |

## 施設

### 公共
- 坂元福祉館[18]
- 辻ヶ丘公園
- 坂元公園

### 教育
- 鹿児島県立鹿児島東高等学校[19]
- 鹿児島県立鹿児島高等特別支援学校[20]
- 辻ヶ丘幼稚園[21]

### 寺社
- 國科鎮守神社

## 小・中学校の学区
市立小・中学校に通う場合、学区（校区）は以下の通りとなる。
| 町丁         | 番・番地    | 小学校                 | 中学校               |
| ------------ | ----------- | ---------------------- | -------------------- |
| 東坂元一丁目 | 全域        | 鹿児島市立大龍小学校   | 鹿児島市立清水中学校 |
| 東坂元二丁目 | 1-24、40-43 | 鹿児島市立坂元台小学校 | 鹿児島市立坂元中学校 |
| 東坂元二丁目 | 61、64      | 鹿児島市立清水小学校   | 鹿児島市立清水中学校 |
| 東坂元二丁目 | その他      | 鹿児島市立大龍小学校   | 鹿児島市立清水中学校 |
| 東坂元三丁目 | 30          | 鹿児島市立大明丘小学校 | 鹿児島市立吉野中学校 |
| 東坂元三丁目 | その他      | 鹿児島市立清水小学校   | 鹿児島市立清水中学校 |
| 東坂元四丁目 | 62、63-79   | 鹿児島市立大明丘小学校 | 鹿児島市立吉野中学校 |
| 東坂元四丁目 | その他      | 鹿児島市立清水小学校   | 鹿児島市立清水小学校 |